# Doberburg

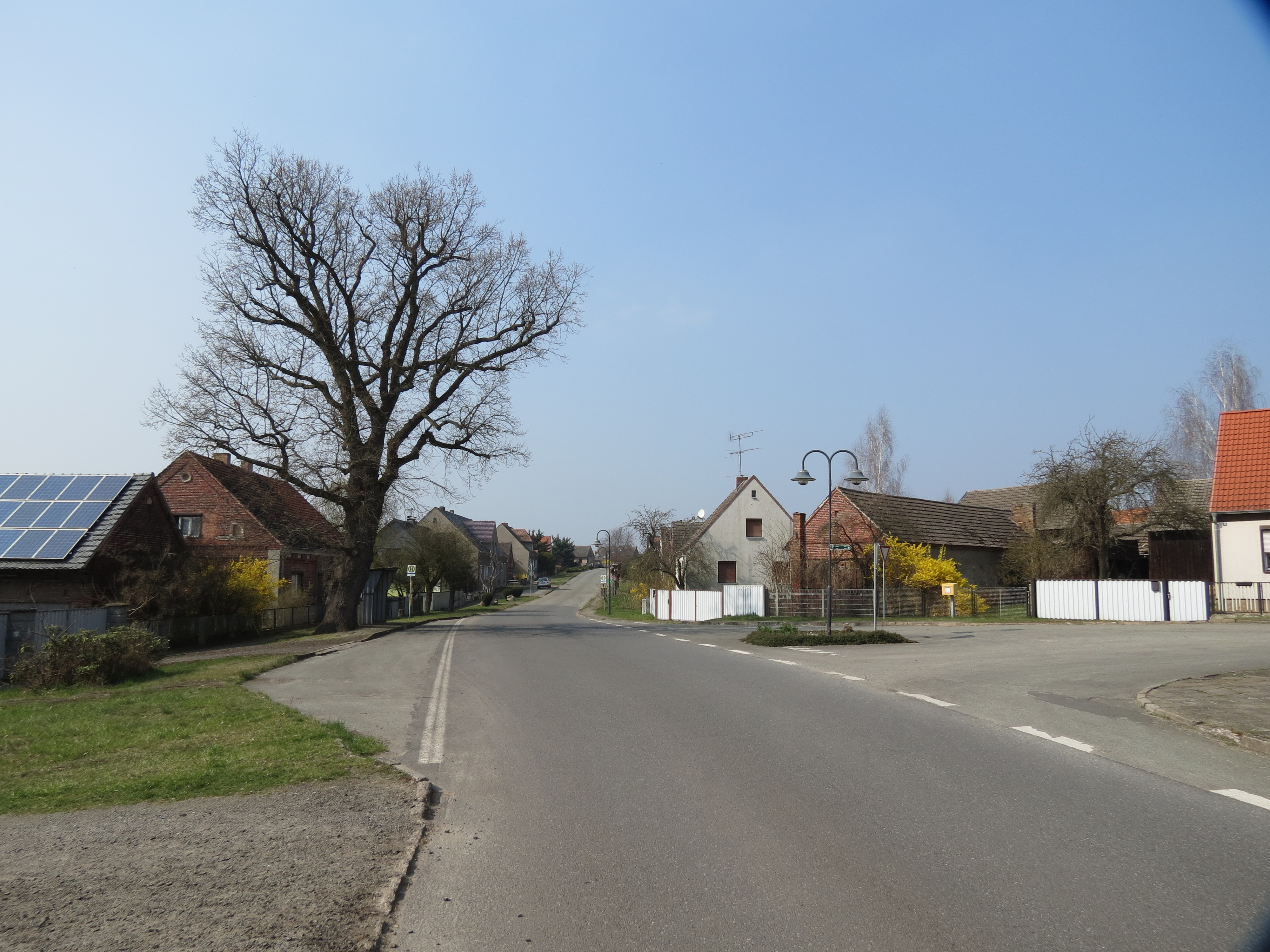
Durchgangsstraße, Blickrichtung nach Nordwesten

Doberburg (niedersorbisch Dobrobuz; bis 1937 deutsch Dobberbus) ist ein Ortsteil der amtsangehörigen Stadt Lieberose im Landkreis Dahme-Spreewald (Brandenburg). Der Ort gehörte vom späten Mittelalter bis ins 19. Jahrhundert zur Herrschaft Lieberose, ab dem 17. Jahrhundert Standesherrschaft Lieberose genannt. Doberburg war bis zur Eingliederung in die Stadt Lieberose 2003 eine eigenständige Gemeinde. Die Stadt Lieberose wird vom Amt Lieberose/Oberspreewald verwaltet.

## Geographische Lage
Doberburg liegt im westlichen Teil des Stadtgebietes von Lieberose bzw. 4,5 km westnordwestlich der Kernstadt Lieberose. Doberburg grenzt im Norden an Speichrow (Ortsteil der Gemeinde Schwielochsee), im Nordosten an Goschen, im Osten und Südosten an die Kernstadt Lieberose, im Süden an Lamsfeld-Groß Liebitz und im Westen an Jessern (beide Orte sind Ortsteile der Gemeinde Schwielochsee). Der Ort ist über die K6105 mit der Kernstadt Lieberose verbunden.
Auf der Gemarkung Doberburg liegen die Wohnplätze Friedrichshöhe und Baroldmühle. Der im 19. Jahrhundert genannte Sieheshof im äußersten nördlichen Zipfel der Gemarkung Doberburg existiert nicht mehr.
Im Osten grenzt die Gemarkung über eine kurze Strecke an den Dammer Teich. Im Norden der Gemarkung liegt das mittlerweile wieder geflutene Somonkluch. Durch den Ort fließt das Lieberoser Mühlenfließ. Von Süden fließt das Barolder Fließ oder Barolder Mühlenfließ zu. Im Osten grenzt die Gemarkung an den Dammer Teich.
| Jahr | Einwohner |
| ---- | --------- |
| 1799 | 158       |
| 1818 | 157       |
| 1846 | 216       |
| 1871 | 344       |
| 1875 | 322       |
| 1890 | 289       |
| 1900 | 259       |
| 1910 | 227       |
| 1925 | 214       |
| 1933 | 200       |
| 1939 | 187       |
| 1946 | 247       |
| 1950 | 262       |
| 1964 | 238       |
| 1971 | 219       |
| 1981 | 158       |
| 1991 | 136       |
| 2001 | 121       |
| 2011 | 117       |

## Geschichte

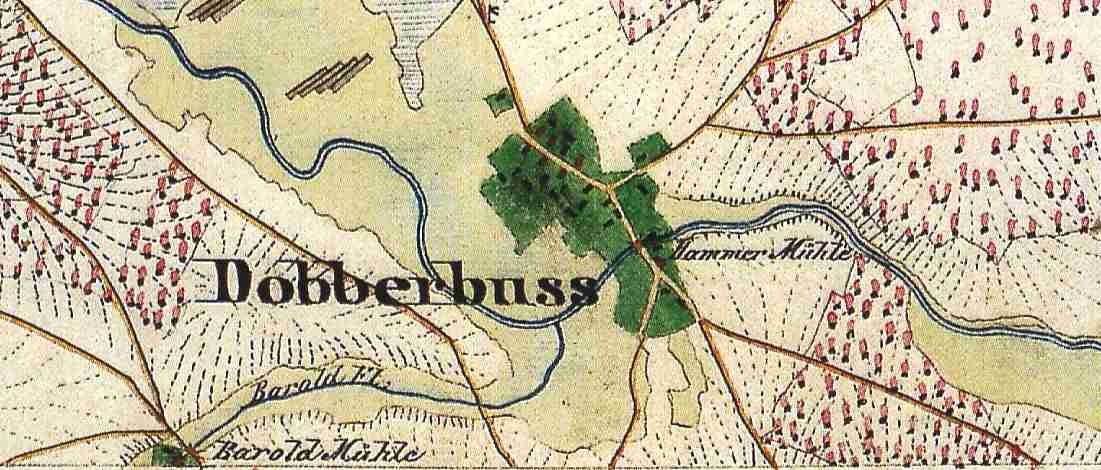
Doberburg auf dem Urmesstischblatt 3951 Trebatsch von 1846. Die Mühle im Ort ist als Hammermühle bezeichnet

Der Ort wurde am 25. November 1937 im Rahmen der nationalsozialistischen Germanisierung sorbischstämmiger Ortsnamen von Dobberbus in „Doberburg“ umbenannt. Dobberbus wurde verhältnismäßig spät, erst 1517 als Doberbusch erstmals urkundlich genannt. Es gehörte damals sehr wahrscheinlich bereits zur Herrschaft Lieberose. Der Name Doberbus ist als Ort eines Mannes namens Dobrobud zu interpretieren. Von der Dorfstruktur her ist es ein Straßendorf. 1519 beim Verkauf der Herrschaft Lieberose wird lediglich Dobberbusch und die Mole daselbst genannt. 1708 waren in Dobberbus zehn Bauern und fünf Häusler ansässig.
1715 verweigerten die Anspänner von Dobberbus dem neuen Herrn Georg Anton Friedrich von der Schulenburg vor schriftlicher Zusicherung ihrer alten Verpflichtungen den Huldigungseid. Für 1718 werden nur noch neun Bauern und drei Häusler erwähnt. Das Dorf wurde in diesem Jahr in der Landesschatzung mit 1250 Gulden taxiert. 1723 sind es wieder 15 (männliche) Untertanen. Das Schmettausche Kartenwerk von 1767 bis 1787 verzeichnet einen Eisenhammer im Dorf.
Bei der Inspektion der Sternbergschen Lehen durch den Sternbergschen Beamten Chr. W. Reinisch im Jahr 1774 wird erwähnt, dass es früher im Dorf einen „nützlichen Eisenhammer“ gab, der aber „beinah ganz“ unter dem damaligen Besitzer Hans Georg von der Schulenburg eingegangen sei. 1799 hatte der Ort 158 Einwohner. Für 1815 ist ein größerer Dorfbrand dokumentiert. 1819 lebten in 18 Häusern 157 Einwohner. 1822 gab es 2 Mühlen, 11 Bauerngüter, 5 Büdner- und 5 Häuslerstellen; insgesamt lebten in 23 Häusern 195 Einwohner (darunter 60 Kinder). Im Urmesstischblatt von 1846 wird die Mühle im Dorf als Hammermühle bezeichnet. 1854 gab es eine Landschule in Dobberbus. 1858 wurden 28 Häuser und 240 Einwohner gezählt. 1870 wird ein Mühlenbesitzer Richter in Doberbus genannt.

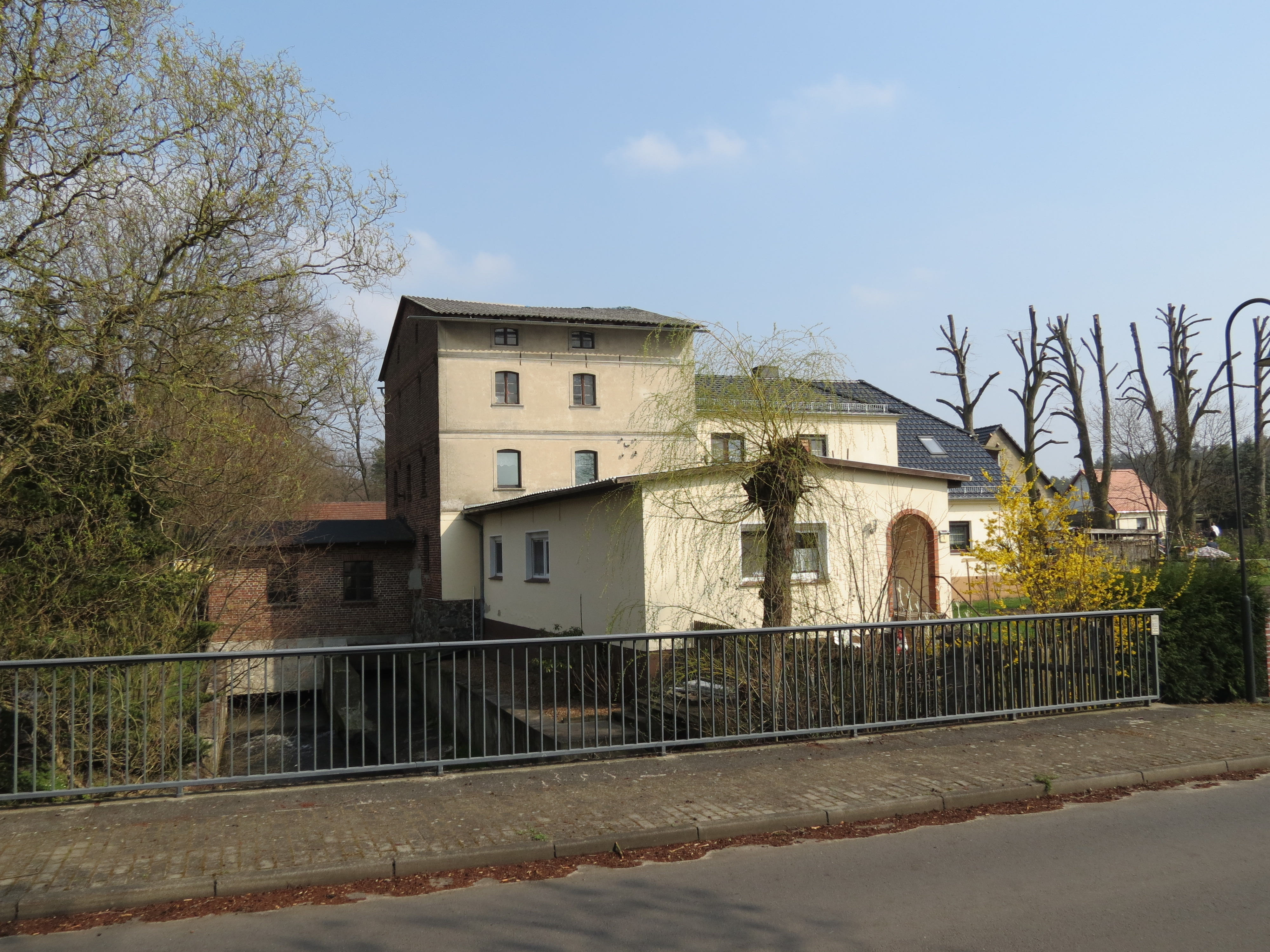
Ehemalige Wassermühle, im 19. Jahrhundert auch als Hammermühle bezeichnet.

1934 wurde das kleine Feuerwehrhaus (zwischen Doberburg 11 und 13) errichtet. 2013 wurde die Straße von Lieberose nach Doberburg verbreitert und mit einer neuen Asphaltdecke versehen. Doberburg ist heute eine fast ausschließliche Wohngemeinde. Bis auf einen Landwirt, einen Gärtner (Baumschule), einen Landschaftsbauer und einen Elektromeister sind keine (weiteren) Handwerks- oder Gewerbegebiete im Dorf vorhanden. Auch der Tourismus spielt keine Rolle; es wird lediglich eine Ferienwohnung im Ort angeboten. 2011 hatte der Ort 117 Einwohner.
Hans-Dieter Krausch berichtet, dass in Doberburg während der frühen Neuzeit auch Weinbau betrieben wurde. Es ist allerdings unklar, wo dieser Weinberg (auf Doberburger Gemarkung) gelegen hat. Möglicherweise bezieht sich diese Nennung auf Eules Weinberg, ca. 1 km westlich des Ortskern. Er liegt nur knapp außerhalb der Gemarkung Doberburg auf der Gemarkung Jessern (Gemeinde Schwielochsee), jedoch deutlich näher an Doberburg als an Jessern.

## Politische Verhältnisse
1519 verkaufte Hans von Lidlau, der Vormund der unmündigen Söhne des 1519 verstorbenen Caspar von Köckritz, die Herrschaft Lieberose für 16.000 Gulden an Jacob und Richard von der Schulenburg, darunter auch Dobberbusch und die Mole daselbst. Aufgrund der Lage von Doberburg nahe bei Lieberose darf angenommen werden, dass Doberburg schon wesentlich früher zur Herrschaft Lieberose gehörte als urkundlich belegt ist. Die von der Schulenburg waren auch im Besitz der Herrschaften Lübbenau und Neu Zauche, die von Jacob von der Schulenburg übernommen wurden; die Herrschaft Lieberose ging an Richard von der Schulenburg. Nach dem Tod des Richard erbte dessen Sohn Joachim die Herrschaft Lieberose und 1560 von seinem Vetter Georg, dem Sohn des Jacob, auch die Herrschaften Lübbenau und Neu Zauche. Er stieg damit zu einem der reichsten Männer in der Niederlausitz auf. Das Dorf verblieb bei der Standesherrschaft Lieberose bis Mitte des 19. Jahrhunderts, als die Gerichtsbarkeit auf den Kreis Lübben überging.
Die Herrschaft Lieberose lag in dem sich im 15. und 16. Jahrhundert allmählich herausbildenden Krummspreeischen Kreis, der 1815 mit dem Übergang an Preußen in Kreis Lübben umbenannt wurde (später Landkreis Lübben (Spreewald)). In der Kreisreform von 1952, in der der Kreis Lübben neu zugeschnitten und verkleinert wurde, kam Doberburg zum neu geschaffenen Kreis Beeskow. In der Kreisreform von 1993 im Land Brandenburg wurden die Kreise Königs Wusterhausen, Lübben und Luckau zum Landkreis Dahme-Spreewald vereinigt. Dagegen ging der Kreis Beeskow im Landkreis Oder-Spree auf. Doberburg wurde jedoch dem neuen Landkreis Dahme-Spreewald zugewiesen.
Die Gemeinde Dobberbus wurde am 25. November 1937 in Doberburg umbenannt. 1992 schloss sich Doberburg gemeinsam mit 13 anderen Gemeinden und der Stadt Lieberose zum Amt Lieberose zusammen, das die Verwaltungsaufgaben dieser meist sehr kleinen Gemeinden wahrnahm. Am 26. Oktober 2003 wurde Doberburg per Gesetz in die Stadt Lieberose eingegliedert. Seither ist Doberburg ein Ortsteil der Stadt Lieberose. Das Amt Lieberose wurde zum gleichen Zeitpunkt mit dem Amt Oberspreewald zum neuen Amt Lieberose/Oberspreewald fusioniert, das seither für die Verwaltung der Stadt Lieberose zuständig ist.
Der Ortsbeirat besteht aus drei Mitgliedern. 2014 war Marita Lehmann Ortsvorsteherin.

## Kirchliche Verhältnisse
Dobberbus war in die Wendische Kirche in Lieberose eingepfarrt.

## Naturschutz
Das Doberburger Mühlenfließ ist seit 2005 als FFH-Gebiet ausgewiesen. Im Osten der Gemarkung reicht das Naturschutzgebiet Stockshof-Behlower Wiesen bis an den östlichen Ortsrand heran. Das Naturschutzgebiet Dammer Moor nordöstlich Doberburg liegt zum größeren Teil auf der Gemarkung von Doberburg.

## Denkmale
Die Denkmalliste des Landes Brandenburg (Stand 2012) verzeichnet für Doberburg folgende Bodendenkmale:
- Nr. 10068, Flur 2: Siedlung Bronzezeit
- Nr. 10069, Flur 1: Rast- und Werkplatz Mesolithikum, Siedlung Bronzezeit, Siedlung Eisenzeit
- Nr. 10070, Flur 1: Dorfkern deutsches Mittelalter, Dorfkern Neuzeit